# Associazione Calcio Monza 1949-1950
Questa voce raccoglie le informazioni riguardanti l'Associazione Calcio Monza nelle competizioni ufficiali della stagione 1949-1950.

## Stagione
Nella stagione 1949-1950 il Monza disputa il girone A della Serie C, con 51 punti ottiene il quinto posto nel torneo a 22 squadre. Seregno e Mortara vincono il campionato appaiate a 55 punti, ma il Mortara rinuncia a disputare lo spareggio promozione lasciando campo libero al Seregno, terza il Crema e quarta la Sanremese, entrambe con 52 punti.
Il Monza è affidato ad Annibale Frossi e seguendo le sue direttive disputa un ottimo campionato, gioca bene e crea entusiasmo nei tifosi che per alcuni mesi cullano il sogno della Serie B. Nelle partite in casa è un rullo compressore e ottiene 18 vittorie su 21 gare, in trasferta al contrario fatica assai, perdendo 10 incontri su 21 giocati. Stagione caratterizzata dalle molte segnature, su tutti la prestazione straordinaria di Bruno Dazzi autore di 34 reti in 41 partite disputate, bene anche Paride De Luca autore di 13 reti e Guido Soldani con 11 centri.

## Rosa
| N. |                   | Ruolo | Calciatore          |
| -- | ----------------- | ----- | ------------------- |
|    | Italia (bandiera) | C     | Carlo Colombetti    |
|    | Italia (bandiera) | P     | Fausto Colombo      |
|    | Italia (bandiera) | P     | Ernesto Corno       |
|    | Italia (bandiera) | A     | Angelo Crippa       |
|    | Italia (bandiera) | D     | Bruno Dazzi         |
|    | Italia (bandiera) | C     | Paride De Luca      |
|    | Italia (bandiera) | D     | Giacomo De Poli     |
|    | Italia (bandiera) | A     | Luigi Del Signore   |
|    | Italia (bandiera) | C     | Valentino Giambelli |

| N. |                   | Ruolo | Calciatore        |
| -- | ----------------- | ----- | ----------------- |
|    | Italia (bandiera) | C     | Sergio Magni      |
|    | Italia (bandiera) | D     | Carlo Martinengo  |
|    | Italia (bandiera) | D     | Giovanni Pasolini |
|    | Italia (bandiera) | D     | Araldo Pirola     |
|    | Italia (bandiera) | A     | Angelo Redaelli   |
|    | Italia (bandiera) | C     | Guido Soldani     |
|    | Italia (bandiera) | A     | Mario Zanello     |
|    | Italia (bandiera) | A     | Umberto Zorzitto  |

## Risultati

### Serie C girone A

#### Girone di andata
| Arbitro: | Rivellini (Genova) |

|                      |           |  |
| Tesa 29’ Marchiò 68’ | Marcatori |  |

| Arbitro: | Cortesi (Ravenna) |

|                            |           |  |
| Dazzi 36’, 89’ Soldani 72’ | Marcatori |  |

| Arbitro: | De Mari (Torino) |

|                                         |           |  |
| Redaelli 35’, 73’ Soldani 63’ Dazzi 66’ | Marcatori |  |

| Arbitro: | Michieletto (Mestre) |

|               |           |                |
| Petermann 33’ | Marcatori | 79’ Martinengo |

| Arbitro: | Clemente (Gorizia) |

|                            |           |  |
| Dazzi 10’, 74’ Soldani 20’ | Marcatori |  |

| Arbitro: | Banti (Pontedera) |

|             |           |  |
| Mantero 82’ | Marcatori |  |

| Arbitro: | Brighenti (Genova) |

|                    |           |  |
| Cuzzoni 35’ (aut.) | Marcatori |  |

| Arbitro: | Sinico (Verona) |

|           |           |                            |
| Golin 75’ | Marcatori | 27’, 44’ Dazzi 86’ Soldani |

| Arbitro: | Crivelli (Viareggio) |

|            |           |                      |
| Crippa 42’ | Marcatori | 37’ Zetti 70’ Operto |

| Vercelli 13 novembre 1949 10ª giornata | Pro Vercelli     | 0 – 0 | Monza | Stadio Leonida Robbiano\| Arbitro: \| Menchini (Udine) \| |
| Arbitro:                               | Menchini (Udine) |       |       |                                                           |

| Arbitro: | Campanati (Milano) |

|             |           |          |
| De Poli 43’ | Marcatori | 20’ Dodi |

| Arbitro: | Cantarelli (Parma) |

|                                       |           |                        |
| Madini 25’ Saita 44’, 75’ Ronconi 56’ | Marcatori | 9’ De Luca 29’ Soldani |

| Arbitro: | Parpaiola (Padova) |

|          |           |             |
| Leva 24’ | Marcatori | 15’ De Luca |

| Arbitro: | Capriata (Genova) |

|                                                                 |           |                                                  |
| Zanello 6’, 42’ Dazzi 18’, 27’, 76’ Del Signore 41’ Soldani 64’ | Marcatori | 32’ Cattaneo 37’ Risso 79’ Bergonzi 85’ Bazzotti |

| Arbitro: | Brigo (Torino) |

|                                 |           |                         |
| Verrina 35’ (rig.) Righetto 54’ | Marcatori | 14’ Soldani 65’ De Luca |

| Arbitro: | De Apollonio (Genova) |

|             |           |  |
| Soldani 19’ | Marcatori |  |

| Arbitro: | Fortina (Novara) |

|            |           |                               |
| Racman 39’ | Marcatori | 31’ Martinengo 55’, 65’ Dazzi |

| Arbitro: | Battistini (Bologna) |

|                |           |  |
| Dazzi 10’, 75’ | Marcatori |  |

| Arbitro: | Clemente (Gorizia) |

|                                |           |                     |
| Dazzi 2’, 29’, 44’ Zanello 23’ | Marcatori | 86’ (rig.) Marinoni |

| Crema 15 gennaio 1950 20ª giornata | Crema              | 0 – 0 | Monza | Stadio Giuseppe Voltini\| Arbitro: \| Grassetto (Padova) \| |
| Arbitro:                           | Grassetto (Padova) |       |       |                                                             |

| Arbitro: | Piemonte (Monfalcone) |

|           |           |  |
| Dazzi 86’ | Marcatori |  |

#### Girone di ritorno
| Arbitro: | Marchioli (Udine) |

|                                            |           |           |
| De Luca 12’ (rig.) 85’ Dazzi 37’, 48’, 61’ | Marcatori | 30’ Testa |

| Arbitro: | Trentin (Torino) |

|                |           |  |
| Boffi 14’, 16’ | Marcatori |  |

| Sestri Ponente 12 febbraio 1950 24ª giornata | Sestrese          | 0 – 0 | Monza | Campo Giuseppe Piccardo\| Arbitro: \| Aggradi (Firenze) \| |
| Arbitro:                                     | Aggradi (Firenze) |       |       |                                                            |

| Arbitro: | Zilli (Reggio Emilia) |

|                                                   |           |           |
| Del Signore 23’ Dazzi 46’ De Luca 71’ Zanello 80’ | Marcatori | 53’ Motta |

| Arbitro: | Michieletto (Mestre) |

|                           |           |                    |
| Moiraghi 29’ Castelli 42’ | Marcatori | 55’ (rig.) De Luca |

| Arbitro: | Melgari (Bergamo) |

|                |           |                 |
| Dazzi 39’, 82’ | Marcatori | 86’ Ventimiglia |

| Mortara 19 marzo 1950 28ª giornata | Mortara        | 0 – 0 | Monza | Comunale di Mortara\| Arbitro: \| Righi (Milano) \| |
| Arbitro:                           | Righi (Milano) |       |       |                                                     |

| Arbitro: | Forza (Monfalcone) |

|                                          |           |  |
| Dazzi 29’ De Luca 59’ (rig.) Soldani 68’ | Marcatori |  |

| Arbitro: | Pizzato (Mestre) |

|                |           |          |
| Ferrarotti 27’ | Marcatori | 9’ Dazzi |

| Arbitro: | Piemonte (Monfalcone) |

|               |           |  |
| Dazzi 7’, 76’ | Marcatori |  |

| Arbitro: | Neri (Vicenza) |

|          |           |  |
| Dodi 50’ | Marcatori |  |

| Arbitro: | Cantarelli (Parma) |

|                                        |           |                |
| Dazzi 42’, 50’, 73’ Ronconi 89’ (aut.) | Marcatori | 68’ Meneghetti |

| Arbitro: | Forza (Monfalcone) |

|                                   |           |  |
| Redaelli 3’ Dazzi 60’ Zanello 87’ | Marcatori |  |

| Arbitro: | Rabitti (Genova) |

|                          |           |                       |
| Cattaneo 47’ Villani 80’ | Marcatori | 15’ De Luca 76’ Dazzi |

| Arbitro: | Michieletto (Mestre) |

|                                                    |           |             |
| Soldani 20’, 67’ Zanello 42’ De Luca 45’, 56’, 57’ | Marcatori | 85’ Verrina |

| Arbitro: | Sinico (Verona) |

|                                  |           |                                  |
| Brena 25’, 49’ Veneri 44’ (rig.) | Marcatori | 23’ (rig.) 88’ (rig.) Martinengo |

| Arbitro: | Campanati (Milano) |

|             |           |             |
| De Luca 77’ | Marcatori | 39’ Alghisi |

| Arbitro: | Parpaiola (Padova) |

|                   |           |            |
| Piccioni 46’, 48’ | Marcatori | 70’ Pirola |

| Arbitro: | Guarda (Mestre) |

|                        |           |           |
| Brustia 66’ Caccia 78’ | Marcatori | 83’ Dazzi |

| Arbitro: | Liverani (Torino) |

|              |           |  |
| Redaelli 65’ | Marcatori |  |

| Arbitro: | Silvano (Torino) |

|               |           |  |
| Codevilla 43’ | Marcatori |  |